# Aage Nielsen (atlet)
 For alternative betydninger, se Aage Nielsen. (Se også artikler, som begynder med Aage Nielsen)
Aage Nielsen var en dansk atlet og medlem af Aarhus 1900. Han vandt det danske meterskab i højdespring 1926.

## Danske mesterskaber
- Sølv 1928 Højdespring 1,70
- Sølv 1927 Højdespring 1,70
- Guld 1926 Højdespring 1,80
- Bronze 1925 Højdespring 1,70
- Sølv 1924 Højdespring 1,70
- Sølv 1923 Højdespring ?

## Personlig rekord
- Højdespring: 1,80 1926
- Trespring: 12,99 1928